# Into the River
Into the River är en ungdomsroman av den nyzeeländske författaren Ted Dawe. Romanen handlar om tonårspojken Te Arepa Santos, som vinner stipendium till en internatskola för pojkar i Auckland i Nya Zeeland. Romanen gavs ursprungligen ut av Mangakino University Press, ett förlag som Dawe grundade då andra förlag vägrade ge ut hans bok. 2013 tilldelades Into the River priserna New Zealand Post Margaret Mahy Book of the Year samt New Zealand Post Children’s Book Awards inom kategorin Best Young Adult Fiction. Det finns sedan september 2015 ett förbud mot försäljning av romanen i Nya Zeeland, detta till följd av ett beslut av Office of Film and Literature Classification.

## Åldersgräns och förbud
I juli 2013 klagade den konservativa kristna lobbygruppen Family First New Zealand till Department of Internal Affairs, som anmäld romanen för klassificering av Office of Film and Literature Classification. Lobbygruppen menade att romanen innehåll bland annat "grafiskt sexuellt innehåll och pedofili, explicita och glorifierande beskrivningar av drogbruk, lömsk manipulering av 14-åringar samt mycket stötande språkbruk." Gruppen förespråkade även att boken skulle begränsas till personer som fyllt 18 år. Efter färdig granskning konstaterade Office of Film and Literature Classification att det var "osannolikt att obegränsad åtkomst till romanen skulle vara skadlig för allmänhetens bästa." Myndigheten menade vidare att det var många andra romaner i Nya Zeeland med liknande sexuella beskrivningar och att ett förbud mot just Into the River skulle vara "godtyckligt och orättvist." Myndigheten beslutade att inte införa någon åldersgräns för romanen.
Family First New Zealand överklagade myndighetens beslut. Gruppen höll fast vid att romanen innehöll stötande språkbruk (genom att lyfta fram ord som "fuck", "shit" (skit), "cock" (kuk), "cunt" (fitta) och "Jesus"), samlag mellan den (förmodligen) 14-årige Santos och 16-åriga tjejer, drogbruk, mobbning och rasism. Fallet prövades av myndighetens granskningsnämnd som konstaterade att romanen innehåller dessa saker, men menade att romanen inte "sensationaliserar, glamoriserar eller på annat fördelaktigt sätt förebildar det sex, våld, nedsättande beteende och den elakhet eller annat oönskat beteende som förekommer" och att "bokens alla huvudgestalter får uppleva de negativa konsekvenserna av deras gärningar." Nämnden konstaterade att romanen kan fungera som upplysning till unga vuxna om de möjligtvis negativa konsekvenserna som kan uppstå genom bland annat drogbruk, mobbning, våld och brottslighet. Med hänsyn till romanens avbildning av oönskat beteende att det var en stor risk att chocka eller störa läsare som inte fyllt 14 år, och av denna anledning beslutade granskningsnämnden att sätta åldersgränsen vid 14 år.
I mars 2015 ansökte Aucklands kommuns general manager (avdelning Libraries and Information) företrädande Auckland Libraries om och beviljades tillstånd att överklaga myndighetens beslut att sätta åldersgräns på romanen. Auckland Libraries menade att tillhandahållning av åldersgränsen hade förhindrat tillgång till romanen. Library and Information Association of New Zealand stödde denna synpunkt och menade att väldigt få 14-åringar bär med sig lämplig legitimation och det enda sättet att efterleva åldersgränsen var att neka alla utan legitimation tillgång till boken. Family First New Zealand framhöll sina tidigare synpunkter och resonerade för att åldersgränsen skulle höjas till 18 år och att alla exemplar skulle plastas in. Det framstod som oklart om granskningsnämnden hade tagit hänsyn till Nya Zeelands yttrandefrihetslag när den fattade sitt beslut 2013. Likaså var det oklart varför nämnden hade konstaterat att endast personer som fyllt 14 år skulle inneha tillräckligt med mogenhet för att kunna hantera med romanens innehåll. Den 14 augusti 2015 beslutade Office of Film and Literature Classification att häva åldersgränsen och kommenterade att sätta begränsningar på romanens tillgänglighet sitter inte bekvämt med yttrandefrihetsrätten och att dess lämplighet för unga människor avgörs bäst av bibliotek, skolor och föräldrar.
Den 18 augusti överklagade Family First New Zealand även detta beslut. Till följd av detta införde Office of Film and Literature Classification ett totalt förbud mot försäljning och utställning av boken i Nya Zeeland.